# سوفي فاينس
سوفي فاينس (بالإنجليزية: Sophie Fiennes)‏ (و. 1967  م) هي مخرجة أفلام، ومنتجة أفلام بريطانية، ولدت في إبسوتش.

## وصلات خارجية
- سوفي فاينس على موقع IMDb (الإنجليزية)
- سوفي فاينس على موقع ألو سيني (الفرنسية)
- سوفي فاينس على موقع أول موفي (الإنجليزية)
- سوفي فاينس على موقع قاعدة بيانات الأفلام السويدية (السويدية)
- سوفي فاينس على موقع قاعدة بيانات الفيلم (الإنجليزية)
- سوفي فاينس على موقع كينوبويسك (الروسية)